# 군율
군율(military discipline)은 병역 중 행동 지침에 대한 복종이다.
미국 육군 야전교범 7-21.13 4-4에 따르면:
육군의 군율은 전투의 가장 기본적인 요소 중 하나이다. 그 목적은 가장 어려운 조건에서도 빠르고 지능적으로 명령을 수행할 수 있도록 훈련시키는 것이다. 임무를 적절히 수행하도록 강조하는 것은 군율을 강화한다. 예를 들어, 그것은 제복을 올바르게 착용하고, 행군을 잘하거나, 임무를 올바르게 수행할 때까지 반복하는 것을 의미한다. (...) 경례, 내무반 정리, 신체 훈련과 같은 일상적인 행동의 규율은 사격하에 진격하거나, 불법적인 명령을 거부하거나, 부상당한 병사를 안전한 곳으로 옮기는 것과 같은 더 어려운 행동에 대응할 때 규율을 훨씬 더 쉽게 달성할 수 있도록 한다.

## 같이 보기
- 복무 규율 강령
- 양호한 질서 및 규율에 해가 되는 행위
- 부적절한 행위
- 불충성스러운 발언
- 근면
- 규율
- 군대 예절
- 군법
- 군사 명령
- 군사 전통
- 전역 (복무)
- 군사 교육 및 훈련
- 통일군사법전

## 추가 문헌
- Green, L. C. (2005). 《The Role of Discipline in the Military》. 《Canadian Yearbook of International Law/Annuaire Canadien de Droit International》 42 (Cambridge University Press (CUP)). 385–421쪽. doi:10.1017/s0069005800008559. ISSN 0069-0058. S2CID 158131649.
- Fidell, Eugene R. (2016년 10월 27일). 〈1. Military command and military discipline〉. 《Very Short Introductions》. Oxford University Press. doi:10.1093/actrade/9780199303496.003.0002.
- “Discipline as a Vital to Maintain the Army Profession”. 《Army University Press》. 2019년 11월 18일. 2023년 2월 6일에 확인함.